# Islands ambassadører i Østrig
Dette er en liste over Islands ambassadører i Østrig. 
| #  | Navn                           | Tid               | Slut på mission   |
| -- | ------------------------------ | ----------------- | ----------------- |
| 1  | Árni Tryggvason                | 19 juli 1965      | 1 oktober 1969    |
| 2  | Haraldur Kröyer                | 1 april 1970      | 29 november 1973  |
| 3  | Guðmundur Ívarsson Guðmundsson | 29 november 1973  | 26 november 1976  |
| 4  | Niels P. Sigurðsson            | 26 november 1976  | 20 april 1979     |
| 5  | Pétur Eggerz                   | 20 april 1979     | 28 oktober 1983   |
| 6  | Hannes Jónsson                 | 28 oktober 1983   | 11 marts 1987     |
| 7  | Páll Ásgeir Tryggvason         | 11 marts 1987     | 12 oktober 1989   |
| 8  | Hjálmar W. Hannesson           | 12 oktober 1989   | 12 september 1995 |
| 9  | Ingimundur Sigfússon           | 12 september 1995 | 7 maj 2001        |
| 10 | Þórður Ægir Óskarsson          | 7 maj 2001        | 9 september 2004  |
| 11 | Sveinn Björnsson               | 9 september 2004  | 14 oktober 2009   |
| 12 | Stefán Skjaldarson             | 14 oktober 2009   | 17 september 2013 |
| 13 | Auðunn Atlason                 | 17 september 2013 |                   |